# Brave Combat Federation
Brave Combat Federation (eller Brave CF) är en bahrainsk MMA-organisation som arrangerar galor i mellanöstern men även internationellt. Organisationen grundades 23 september 2016 av Bahrains kung Hamad ibn Isa al-Khalifahs femte son: schejk Khalid bin Hamad Al Khalifa.
Brave CF är mellanösterns största MMA-organisation och härbärgerar atleter från ett fyrtiotal länder på fem kontinenter.

## Bakgrund

### Grundande
Brave CF startade officiellt 23 september 2016 men hade redan innan dess öppnat kontor i Dublin, São Paulo och Mumbai. Både för bokningar av galor och för att lättare komma i kontakt med MMA-utövare bortom den egna regionen.

## MMA

### Amatör-VM
Brave CF, deras moderbolag KHK MMA och Bahrain Mixed Martial Arts Federation stod tillsammans värd för IMMAF klass A VM 2017. Det var första gången ett asiatiskt land stod värd för evenemanget. Samarbetet förnyades sedan för både 2018 och 2019.

### Galor
Vid utgången av 2019 hade Brave CF hållit galor i 18 länder. Företagets internationella tillväxt är ett uttalat mål av företagets president Mohammed "The Hawk" Shahid som säger att syftet med att ta företaget till olika kontinenter är att erbjuda deras atleter en global plattform och att samtidigt erbjuda lokala utövare en chans att få visa upp sig på en internationell scen.
| Gala                               | Land                  | Stad               | Arena                                         | Datum             |
| 2016                               | 2016                  | 2016               | 2016                                          | 2016              |
| ---------------------------------- | --------------------- | ------------------ | --------------------------------------------- | ----------------- |
| Brave 1: The Beginning             | Bahrain               | Isa Town           | Khalifa Sports City Arena                     | 23 september 2016 |
| Brave 2: Dynasty                   | Bahrain               | Isa Town           | Khalifa Sports City Arena                     | 2 december 2016   |
| 2017                               |                       |                    |                                               |                   |
| Brave 3: Battle in Brazil          | Brasilien             | Curitiba           | Max Rosenmann Arena                           | 18 mars 2017      |
| Brave 4: Unstoppable               | Förenade Arabemiraten | Abu Dhabi          | IPIC Arena                                    | 31 mars 2017      |
| Brave 5: Go For Glory              | Indien                | Bombay             | Sardar Vallabhbhai Patel Indoor Stadium       | 23 april 2017     |
| Brave 6: Kazakhstan                | Kazakstan             | Almaty             | Almaty Arena                                  | 29 april 2017     |
| Brave 7: Untamed                   | Mexiko                | Tijuana            | Plaza de Toros, Caliente Casino               | 29 juli 2017      |
| Brave 8: The Rise of Champions     | Brasilien             | Curitiba           | Almir Nelson de Almeida Gymnasium             | 12 augusti 2017   |
| Brave 9: The Kingdom of Champions  | Bahrain               | Isa Town           | Khalifa Sports City Arena                     | 17 november 2017  |
| 2018                               |                       |                    |                                               |                   |
| Brave 10: The Kingdom Rises        | Jordanien             | Amman              | Prince Hamzah Sporting Hall                   | 2 mars 2018       |
| Brave 11: Mineiro vs Santiago      | Brasilien             | Belo Horizonte     | Mineirão                                      | 13 april 2018     |
| Brave 12: KHK Legacy               | Indonesien            | Jakarta            | Balai Sarbini                                 | 11 maj 2018       |
| Brave 13: European Evolution       | Nordirland            | Belfast            | SSE Arena                                     | 9 juni 2018       |
| Brave 14: Morocko                  | Marocko               | Tanger             | Omnisport Indoor Club of Tangier              | 18 augusti 2018   |
| Brave 15: Colombia                 | Colombia              | Bucaramanga        | Coliseo Bicentenario                          | 7 september 2018  |
| Brave 16: Abu Dhabi                | Förenade Arabemiraten | Abu Dhabi          | Mubadala Arena                                | 21 september 2018 |
| Brave 17: Pakistan                 | Pakistan              | Lahore             | Nishtar Park Sports Concert                   | 27 oktober 2018   |
| Brave 18: Int'l Combat Week 2018   | Bahrain               | Isa Town           | Khalifa Sports City Arena                     | 16 november 2018  |
| Brave 19: African Combat Week 2018 | Sydafrika             | Sun City           | Super Bowl at Sun City Resort                 | 8 december 2018   |
| MTV Brave 20                       | Indien                | Hyderabad          | Gachibowli Indoor Stadium                     | 22 december 2018  |
| Brave 21: Saudi Arabia             | Saudiarabien          | Jeddah             | King Abdullah Sports City Indoors Sports Hall | 28 december 2018  |
| 2019                               |                       |                    |                                               |                   |
| Brave 22: Storm of Warriors        | Filippinerna          | Pasay              | Mall of Asia                                  | 15 mars 2019      |
| Brave 23: Pride and Honor          | Jordanien             | Amman              | Martyr Rashid Al-Ziyod Hall                   | 19 april 2019     |
| Brave 24: London                   | Storbritannien        | London             | Copper Box                                    | 25 juli 2019      |
| Brave 25: Santiago vs. Silva       | Brasilien             | Belo Horizonte     | Arenas Minas Tennis Club                      | 30 augusti 2019   |
| Brave 26: Silva vs. Roa            | Colombia              | Bogotá             | Coliseo Hernán Jaramillo                      | 7 september 2019  |
| Brave 27: Abdoul vs Jarrah 2       | Förenade Arabemiraten | Abu Dhabi          | Mubadala Arena                                | 4 oktober 2019    |
| RXF 36 / Brave CF 28 VIP Edition   | Rumänien              | Bukarest           | Beraria H                                     | 4 november 2019   |
| Brave 29: Torres vs. Adur          | Bahrain               | Isa Town           | Khalifa Sports City Arena                     | 15 november 2019  |
| Brave 30                           | Indien                | Hyderabad          | Gachibowli Indoor Stadium                     | 23 november 2019  |
| Brave 31                           | Sydafrika             | Durban             | Sibaya Casino                                 | 7 december 2019   |
| Brave 32                           | Kirgizistan           | Bisjkek            | Kozhomkul                                     | 14 december 2019  |
| Brave 33                           | Saudiarabien          | Jeddah             | Prince Abdullah Al Faisal Stadium Sports Hall | 27 december 2019  |
| 2020                               |                       |                    |                                               |                   |
| Brave 34                           | Slovenien             | Ljubljana          | Hala Tivoli                                   | 19 januari 2020   |
| Brave 35                           | Brasilien             | Balneário Camboriú |                                               | Suspenderad       |
| Brave 36                           | Rumänien              | Cluj-Napoca        | BT Arena                                      | Suspenderad       |
| Brave 37                           | Sverige               | Solna              | Solnahallen                                   | Suspenderad       |
| Brave 35                           | Rumänien              | Bukarest           | Beraria H                                     | 20 juli 2020      |
| Brave 36                           | Rumänien              | Bukarest           | Beraria H                                     | 27 juli 2020      |
| Brave 37                           | Sverige               | Stockholm          | Clarion Hotel Sign                            | 1 augusti 2020    |
| Brave 38                           | Sverige               | Stockholm          | Clarion Hotel Sign                            | 8 augusti 2020    |
| Brave 39                           | Sverige               | Stockholm          | Clarion Hotel Sign                            | 15 augusti 2020   |
| Brave 40                           | Sverige               | Stockholm          | Clarion Hotel Sign                            | 24 augusti 2020   |
| Brave 41                           | Bahrain               | Isa Town           | Khalifa Sports City Arena                     | 17 september 2020 |
| Brave 42                           | Bahrain               | Ar Rifā‘           | Bahrain National Stadium                      | 24 september 2020 |
| Brave 43                           | Bahrain               | Ar Rifā‘           | Bahrain National Stadium                      | 1 oktober 2020    |
| Brave 44                           | Bahrain               | Ar Rifā‘           | Bahrain National Stadium                      | 5 november 2020   |
| Brave 45                           | Bahrain               | Ar Rifā‘           | Bahrain National Stadium                      | 19 november 2020  |
| 2021                               |                       |                    |                                               |                   |
| Brave 46                           | Ryssland              | Sotji              | WOW Arena                                     | 16 januari 2021   |
| Brave 47                           | Bahrain               | Arad               | Arad Fort                                     | 11 mars 2021      |
| Brave 48                           | Bahrain               | Arad               | Arad Fort                                     | 18 mars 2021      |
| Brave 49                           | Bahrain               | Ar Rifā‘           | Bahrain National Stadium                      | 25 mars 2021      |
| Brave 50                           | Bahrain               | Ar Rifā‘           | Bahrain National Stadium                      | 1 april 2021      |

### Regler
Brave Combat Federation tillämpar Unified Rules of Mixed Martial Arts.

### Viktklasser
Efter att ABC (Association of Boxing Commissions) 2017 antog nya viktklasser för MMA meddelade Brave att de avsåg bli den första MMA-organisationen som antog den nya viktklassen superlättvikt och flyttade därmed också upp weltervikt till 175 lb / 79,4 kg från dess tidigare 170 lb / 77,1 kg och kallade den för dess rätta 175 lb-namn: superweltervikt.

### Nuvarande mästare
| Viktklass       | Maxvikt | Maxvikt | Mästare                        | Regerande mästare sedan      | Titelförsvar |
| Viktklass       | lb      | kg      | Mästare                        | Regerande mästare sedan      | Titelförsvar |
| --------------- | ------- | ------- | ------------------------------ | ---------------------------- | ------------ |
| Stråvikt        | 115     | 52,2    | Vakant                         | -                            | -            |
| Flugvikt        | 125     | 56,7    | Vakant                         | -                            | -            |
| Bantamvikt      | 135     | 61,2    | Stephen Loman (PHL)            | 17 november 2017 (Brave 9)   | 4            |
| Fjädervikt      | 145     | 65,8    | Bubba Jenkins (USA)            | 21 september 2018 (Brave 16) | 1            |
| Lättvikt        | 155     | 70,3    | Amin Ayoub (TUN)               | 5 november 2020 (Brave 44)   | 0            |
| Superlättvikt   | 165     | 74,8    | Eldar Eldarov (BHR)            | 19 april 2019 (Brave 23)     | 2            |
| Superweltervikt | 175     | 79,4    | Jarrah Hussein Al-Silawi (JOR) | 4 oktober 2019 (Brave 27)    | 2            |
| Mellanvikt      | 185     | 83,9    | Mohammad Fakhreddine (LEB)     | 17 september 2020 (Brave 41) | 0            |
| Lätt tungvikt   | 205     | 93,0    | Vakant                         | -                            | -            |
| Tungvikt        | 265     | 120,2   | Vakant                         | -                            | -            |

## Distribution

### TV-kanaler
Genom sina sändningsavtal med olika kanaler når Brave CF en potentiell publik på 950 miljoner människor. Brave CF sänds via:
- Bahrain Radio and Television Corporation (Bahrains statliga TV)
- El Rey Network (Amerikansk TV-kanal)
- Abu Dhabi Sports (Emiratisk TV-kanal)[13]
- Globosat/Combate (Brasiliansk TV-kanal)[14]
- ESPN 5
- Myx TV (Amerikansk TV-kanal)[15]
- ABS-CBN Sports and Action (filippinsk marksänd TV-kanal)
- MTV India (indisk TV-kanal)[16]
- Fite TV (amerikansk streamingtjänst)[17]

### BRAVE TV
Brave CF startade 2018 tjänsten BRAVE TV som erbjuder både livesändning av nya galor och möjligheten att se gamla galor igen.

#### Kommentatorer
- Cyrus Fees: Kommentator (play-by-play)[19]
- Carlos Kremer: Ringannonsör[20]
- Frankie Edgar: Gästkommentator (color)[19]
- Phil Campbell: Gästkommentator (color)[21]
- Cris Cyborg: Gästkommentator (color)
- Noel O'Keeffe: Gästkommentator[22]